# نیل بارسکی
نیل بارسکی (Neil Barsky)، روزنامه‌نگار، مدیر سابق صندوق پوشش ریسک، فیلمساز و نوع‌دوست آمریکایی است که بیشتر به‌دلیل ساخت فیلم کخ در سال ۲۰۱۲ و پایه‌گذاری پروژهٔ مارشال، سازمان غیرانتفاعی روزنامه‌نگاری با هدف روشن‌کردن نظام عدالت جنایی ایالات متحده، معروف است.

## اوایل زندگی و تحصیلات
بارسکی در منطقهٔ برانکس در نیویورک متولد شد. او ابتدا به لانگ آیلند و سپس به نیوجرسی نقل‌مکان کرد. در سال ۱۹۷۳، بارسکی به نیویورک بازگشت و این‌بار در لانگ آیلند زندگی کرد. او برای تحصیل در مقطع دبیرستان، به مدرسهٔ والدن رفت.
او یهودی است و پشتیبانی خود از عدالت اجتماعی را به آموزه‌ها و تربیت یهودی‌اش نسبت می‌دهد.
بارسکی تحصیلات خود را در مقطع کارشناسی در کالج اوبرلین ادامه داد و مدرک کارشناسی ارشد را در رشتهٔ روزنامه‌نگاری از مدرسه روزنامه‌نگاری کلمبیا دریافت کرد.

## حرفه

### صندوق سرمایه‌گذاری تأمینی
در سال ۱۹۹۳، بارسکی به‌عنوان تحلیلگر برای مورگان استنلی کار خود را آغاز کرد و روی املاک تجاری و صنعت بازی فعالیت کرد. ظرف یک سال، او در فهرست تحلیلگران All star در مجلهٔ سرمایه‌گذار سازمانی قرار گرفت.
در سال ۱۹۹۸، بارسکی و اسکات ام. سیپرل، فارغ‌التحصیل مورگان استنلی، یک صندوق سرمایه‌گذاری تأمینی به نام میدتَون ریسرچ را پایه‌گذاری کردند. بارسکی تا سال ۲۰۰۲ به فعالیت در این صندوق ادامه داد. در نوامبر ۲۰۰۷، چند ماه قبل از سقوط بازار جهانی سهام، سیپرل صندوق را تعطیل کرد. سیپرل سپس به سرمایه‌گذاری خطرپذیر تبدیل شد. در سال ۲۰۱۰، او نامزد جمهوری‌خواهان در کارزار انتخاباتی مجلس نمایندگان شد.
در سال ۲۰۰۲، بارسکی از میدتون ریسرچ رفت و صندوق تأمینی خود را با نام شرکای سرمایهٔ السون، به نام فرزندانش، الکساندرا و دیویدسون، راه‌اندازی کرد. این صندوق سرمایه‌گذاری‌های موفقیت‌آمیزی در هلدینگ سیرز انجام داد و شرکت‌های روزنامه و مبلمان را پیش از خریداری به فروش رساند. همچنین در اوایل سال ۲۰۰۶، پیش از ترکیدن حباب مسکن، از حوزهٔ مسکن نیز خارج شد، اگرچه بارسکی به اشتباه معتقد بود که حبابی وجود ندارد. پس از پیش‌بینی درست محبوبیت رژیم غذایی اتکینز، صندوق نان پانرا و کریسپی کرم، را پیش از خریداری به فروش رساند.
صندوق در بهترین دوران خود، ۳٫۵ میلیارد دلار سرمایهٔ تحت مدیریت خواهد داشت. در سال ۲۰۰۸، در نتیجهٔ بحران اقتصاد جهانی، آلسون ۲۴ درصد از دارایی‌های خود را از دست داد و میزان آن به ۱٫۵ میلیارد دلار کاهش یافت که دلیل اصلی آن موجودی‌های بزرگ در سهام انرژی و تأسیسات برق بود که همگی پس از سوددهی‌های بزرگ بیش از ۵۰ درصد در سال‌های گذشته سقوط کردند. در پایان مه ۲۰۰۹، صندوق تعطیل شد و ۸۰۰ میلیون دلار به سرمایه‌گذاران بازگردانده شد. رئیس سابق آلسون گفت که بارسکی مطمئن شده همهٔ کارمندان حقوق صاحبان سهام را داشته‌اند و بسته‌های سخاوت‌مندانه‌ای به مناسبت پایان فعالیت دریافت کرده‌اند، به‌طوری‌که تعطیلی باعث نابودی زندگی آن‌ها نشده‌است.
بارسکی در تمام دوران شغلی خود در جایگاه یک سرمایه‌گذار (اوت ۱۹۹۸ تا مارس ۲۰۰۹) به‌طور میانگین، ۱۲٫۱ درصد در سال درآمد داشت.
جو نوسرا، روزنامه‌نگار نیویورک تایمز گفت که بارسکی در سال‌های مدیریتش بر صندوق سرمایه‌گذاری تأمینی، منبع مهمی از اطلاعات در خصوص عملکرد تأمین مالی برای نوسرا بود، اما عموماً به‌طور ناشناس منابع را منتشر می‌کرد، زیرا مدیران صندوق‌های تأمینی واهمه داشتند که شفافیت سرمایه‌گذاران را به این فکر می‌اندازد که آن‌ها وظیفهٔ خود را انجام نمی‌دهند.

### روزنامه‌نگار
جرقهٔ علاقه‌مندی بارسکی به روزنامه‌نگاری با یک پروژه در مقطع دبیرستان در مورد تأثیر قوانین اتوبوسرانی بر جوامع ساکن در بوستون زده شد. او بلافاصله پس از کالج، نتوانست شغلی در رابطه با روزنامه‌نگاری پیدا کند و بنابراین به مدرسهٔ روزنامه‌نگاری کلمبیا رفت. در سال ۱۹۸۶، او فعالیت خود را در زمینهٔ اخبار آغاز کرد و در سرویس تجاری نیویورک دیلی نیوز مشغول به فعالیت شد. در سال ۱۹۸۸، او به وال استریت ژورنال رفت و در آنجا به پوشش اخبار مربوط به املاک تجاری و صنعت قمار پرداخت. در سال ۱۹۹۳، بارسکی این مجله را ترک کرد و به شغل تأمین مالی روی آورد و تا سال ۲۰۰۹ در آنجا ماند. با وجود موفقیت در زمینهٔ مالی، بارسکی به فعالیت خود به‌عنوان روزنامه‌نگار همچنان ادامه داد. در سال ۲۰۰۹، او پس از تعطیلی صندوق سرمایه‌گذاری تامینی‌اش، ماجراجویی در حرفهٔ روزنامه‌نگاری را از سر گرفت.
بارسکی در مورد وابستگی محض بر تبلیغات برای کسب درآمد به روزنامه‌نگاری بدبین بوده‌است. این تردید موجب شد او تصمیمی آگاهانه بگیرد و با حفظ فعالیت صندوق سرمایه‌گذاری تأمینی، شرکت‌های روزنامه‌ای خود را تعطیل کند. بارسکی در مقام رئیس هیئت ناظران مجلهٔ کلمبیا ژورنالیسم ریویو، سازمان را ترغیب کرد تا در ارائهٔ الگوهای تجاری جدید نقش‌آفرینی کند. او سازمان غیرانتفاعی ارتباطات جوانان را در تنگنا گذاشت تا به این مسئله بیندیشد که چه پروژه‌هایی به لحاظ مالی موجب بقای سازمان می‌شود.
علاقهٔ بارسکی به الگوهای جدید روزنامه‌نگاری سرانجام او را بر آن داشت تا به‌همراه بیل کلر، سردبیر پیشین نیویورک تایمز، پروژهٔ مارشال را پایه‌گذاری کند. این پروژه که برای اولین‌بار در نوامبر ۲۰۱۳ از سوی بارسکی اعلام شد، در فوریه ۲۰۱۴ توانست کلر را با خود همراه کند.

### پوشش روزنامه‌ای دونالد ترامپ
بارسکی از سال ۱۹۸۵ به‌طور گسترده در مورد حرفهٔ دونالد ترامپ، چهل‌وپنجمین رئیس‌جمهور ایالات متحده، عمدتاً برای وال استریت ژورنال و دیلی نیوز گزارش تهیه کرده‌است. او در دوران روزنامه‌نگاری خود بارها با ترامپ مصاحبه کرده‌است. در سال ۱۹۹۱، بارسکی در وال استریت ژورنال، به‌خاطر «پوشش خبری فروپاشی امپراتوری مالی دونالد ترامپ» برندهٔ جایزهٔ Gerald Loeb Award for Deadline و/یا Beat Writing شد.
در اوت ۲۰۱۶، در کارزار انتخاباتی ترامپ، بارسکی مقاله‌ای برای نیویورک تایمز در مورد تجربه‌اش از پوشش اخبار مربوط به ترامپ در جایگاه یک بازرگان نوشت. او از دورانی سخن به میان آورد که ترامپ «در آستانهٔ فروپاشی مالی» بود و بیان کرد او «در مقام یک تاجر در طول زندگی‌اش همواره با شکست روبه‌رو می‌شد»، اما همچنین اظهار داشت که او «مذاکره‌کننده‌ای ماهر با توانایی تقریباً ماوراءطبیعی در هدف‌گیری دقیق و حمله به نقاط ضعف مخالفانش بود و چندین نفر از رقبای اولیهٔ جمهوری‌خواه او به این مسئله پی برده بودند».
ترامپ در دوران روزنامه‌نگاری بارسکی، چندین بار او را تهدید به شکایت کرد، اگرچه هرگز آن را عملی نکرد. ترامپ در کتاب خود به نام «هنر بازگشت» که در سال ۱۹۹۷ به رشتهٔ تحریر درآورد، دربارهٔ بارسکی نوشت: «از میان همهٔ نویسندگانی که دربارهٔ من نوشته‌اند، احتمالاً هیچ‌کدام خبیث‌تر از نیل بارسکی خبرنگار وال استریت ژورنال نبوده‌اند».

### پوشش خبری رایکرز آیلند
به‌دنبال افشاگری‌های متعدد دربارهٔ شرایط سخت و نامطلوب در مجتمع زندان نیویورک، بارسکی مقاله‌ای با عنوان «جزیرهٔ رایکرز را تعطیل کنید» برای نیویورک تایمز نگاشت (۱۹ ژوئیه ۲۰۱۵). بارسکی در این مقاله استدلال کرد که:
«تنها راه برای ایجاد تحول رایکرز، تخریب آن است، این زندان باید برای همیشه تعطیل شود. ساختمان‌ها در حال فروپاشی هستند. فرهنگ زندانی‌آزاری نگهبانان و فرهنگ باندی خشونت در این زندان ریشه دوانده‌است. اینجا زندان گوانتاناموی نیویورک است؛ جزیره‌ای منزوی، دور از دسترس نهادهای نظارتی، جاییکه قانون اساسی هرگز حاکم نیست. این‌جا مکانی است که عمر مفیدش سر آمده‌است».
بارسکی در ادامهٔ این مقاله، این مسئله را مطرح کرد که «تعطیلی بدنام‌ترین زندان کشور پیامی قدرتمند» به نشانهٔ اصلاح عدالت کیفری ملی خواهد بود.
در مارس ۲۰۱۷، دی بلازیو حمایت خود را از طرح‌های مربوط به بستن مجتمع جزیره رایکرز با کاهش تعداد زندانیان از ۱۰۰۰۰ نفر به ۵۰۰۰ نفر و ایجاد سیستمی متشکل از زندان‌های کوچک‌تر در هر پنج منطقه اعلام کرد. این طرح‌ها از سوی کمیسیون مستقلی که دربارهٔ جزیرهٔ رایکرز مطالعه کرده بود منتشر شد و بانی آن، ملیسا مارک-ویوریتو سخنگوی شورای شهر بود. پیش از این، در فوریه ۲۰۱۶، دی بلازیو ایدهٔ تعطیلی جزیرهٔ رایکرز را «مفهومی منطبق با نیات انسانی» برشمرده بود، اما به دلیل هزینه‌بر بودنش، آن را غیرواقعی توصیف کرد.

### فیلم‌ساز
بارسکی با مشاهدهٔ موفقیت فیلم در انتظار سوپرمن و Gasland در برانگیختن بحث در مورد مسائل زیربنایی مربوط به آن‌ها (مکاتب منشور و فرکینگ) الهام گرفت تا به تولید فیلم‌های مستند بپردازد. او «کخ» را تهیه و کارگردانی کرد. «کخ» مستندی بود که در سال ۲۰۱۲ منتشر شد (و در فوریه ۲۰۱۳ در سینما به نمایش درآمد). موضوع این مستند، نقشی بود که اد کخ، شهردار سابق نیویورک، در متحول‌کردن این شهر در دههٔ ۱۹۸۰ ایفا کرد.
بارسکی تهیه‌کننده و کارگردان مستند Knuckleball!، مستند کوتاه Witnesses NY و نمایش Koch در سریال تلویزیونی مستند POV بود.

## پروژهٔ مارشال
پروژهٔ مارشال، یک سازمان روزنامه‌نگاری غیرانتفاعی به همت بارسکی بوده و هدفش پوشش مسائل مربوط به عدالت کیفری در ایالات متحده است.
نیل بارسکی در سطر زیرعنوان مقالهٔ خود برای نیویورک تایمز در نوامبر ۲۰۱۳، با شرح یک جمله و پیوند به یک وبسایت مقدماتی به این نکته اشاره کرد که مشغول فعالیت روی پروژهٔ مارشال است. بیل کلر، سردبیر سابق نیویورک تایمز، در فوریه ۲۰۱۴ اعلام کرد که به این پروژه ملحق شده تا تیم تحریریه را رهبری کند. این پروژه دو مقالهٔ روزنامه‌نگاری پژوهشی خود را به ترتیب در اسلیت و واشینگتن پُست چاپ کرد و در نوامبر ۲۰۱۴، با بودجهٔ بارسکی و بسیاری از منابع دیگر ازجمله بنیاد فورد راه‌اندازی شد.